# Hernán Malo González
Hernán Malo González (Cuenca, 19 de mayo de 1931- 11 de septiembre de 1983) fue un sacerdote jesuita, filósofo, rector de la Pontificia Universidad Católica del Ecuador (desde agosto de 1971 a febrero de 1978) que rescató el pensamiento ecuatoriano desarrollado en torno a la universidad.

## Filosofía
Su aporte se mueve en tres dimensiones la primera durante su función como rector de la Pontificia Universidad Católica del Ecuador, la segunda en su relación con el grupo de universidades públicas de ese país y la tercera a través de sus escritos. 
Todo su enfoque gira en torno a "ecuatorianizar" la universidad, que no se refiere a un despertar del nacionalismo sino el descubrimiento de la identidad ecuatoriana. En otras palabras, su obra giró en torno al rescate del pensamiento ecuatoriano alrededor de todas las dimensiones que se desarrollan en la universidad. Por esta razón su pensamiento acerca de la universidad permitió imprimir una nueva filosofía que busque recuperar las categorías desarrolladas históricamente en ese país.
Fue considerado por Arturo Andrés Roig como el renacimiento de la filosofía ecuatoriana continuando la tradición en el siglo XX que Eugenio Espejo empezó en el XVIII y Juan Montalvo continuó en el XIX.
Además de sus escritos, para lograr esto fundó el Departamento de Historia y Geografía en la Facultad de Ciencias de la Educación y reorganiza la Facultad de Ciencias Humanas en la Pontificia Universidad Católica del Ecuador, en Quito. 

### Antecedentes sobre la historia de la universidad
La universidad en el Ecuador se había concentrado exclusivamente en Quito hasta el siglo XIX. Esto hizo que las universidades que fueron fundadas en otras ciudades del país no estén articuladas con las de Quito y que el pensamiento que surgía desde la capital no conforme la realidad total del país. Además de esto existía la barrera religiosa puesto que no había diálogo entre las universidades católicas y las laicas, fundadas por el Estado. Este hecho reflejaba la realidad de la época y fue superado con el aporte de Malo y el diálogo que proponía desde la Pontificia Universidad Católica del Ecuador con el resto de universidades de ese país. Esto no solo significaba ya una recuperación del pensamiento desarrollado a lo largo de toda la historia del Ecuador, país que había tenido tres universidades durante la Real Audiencia de Quito que tanto influyeron a su cultura, sino extenderlo hacia el resto del territorio para ampliar su alcance.

### Breve esquema de su obra
Según Simón Espinosa Cordero,  la obra de Malo busca superar tres concepciones erróneas de la universidad en el Ecuador. La primera de la universidad como institución perversa que trata de los prejuicios en contra de la universidad como una institución que forma élites, desapegadas de la realidad nacional y que reproducen las estructuras sociales existentes. La segunda sobre cuál es la esencia del concepto de Universidad. La calificaba de "insuperable definición medieval". Creía que era una comunidad igualitaria de maestros y estudiantes que buscaba la verdad y no el dogma. Por último cuáles serían las seis condiciones de la razón universitaria, a saber:
- La universidad es la sede de la autonomía de la  razón.
- La  universidad se debe a la  verdad como compromiso de la razón.
- Su compromiso con la razón crítica.
- Su compromiso con la razón dialéctica.
- La razón práctica debe ser entendida como análisis de la realidad.
- La razón política debe ser entendida como análisis de la realidad.

## Obras
Sus obras son amplias pero brevemente se pueden resumir en las siguientes publicaciones:
- Pensamiento filosófico, volumen 1. Corporación Editora Nacional, 1989 - 420 p. ISBN 9978840192, ISBN 9789978840191
- Pensamiento universitario ecuatoriano. Banco Central del Ecuador, 1981 - 656 p.
- Pensamiento universitario, Volumen 2. Universidad del Azuay, 1996 - 250 p. ISBN 9978842233, ISBN 9789978842232
- Obras de Hernán Malo, Volumen 2. Corporación Editora Nacional, 1989. ISBN 9978840192, ISBN 9789978840191
- El hábito en la filosofía de Félix Ravaisson. Centro de Publicaciones de la Pontificia Universidad Católica del Ecuador, 1976 - 282 p.
- Universidad, institución perversa. Corporación Editora Nacional, 1985 - 42 p.

## Homenajes
- Con su nombre, y en reconocimiento suyo, existe una biblioteca perteneciente a la Universidad del Azuay (UDA).[5]
- En la ciudad de Quito, parroquia Yaruquí, una institución educativa lleva su nombre.[6]
- En su honor, una calle de Cuenca lleva su nombre.[7]